# 小行星4408
小行星4408（英語：4408 Zlata Koruna）是一颗围绕太阳公转的小行星。1988年10月4日，安東寧·姆爾科斯在克列特发现了此天体。
这颗小行星的绝对星等为63.62667等。